# Мислав
Мислав (Muisclavus, Mislauus) је био кнез Приморске Хрватске од око 835. до око 845. године.

## Биографија
Мислав се спомиње након Владислава, али није познато да ли је био његов директан наследник. Носио је титулу кнеза (dux). Пун наслов титуле се не зна. Током Миславове владавине, Приморска Хрватска била је вазална држава каролиншком краљу Италије. Мислав је био у сукобу са млетачким дуждом Петром Традеником. Први је хрватски кнез који је дошао у сукоб са Млечанима. Сукоб је окончан миром из 839. године потписаним у близини цркве Светог Мартина. Локација цркве није позната, али се претпоставља да се налазила у Пољичком приморју, јужно од Сплита. Следеће, 840. године, Петар Траденико и Лотар I склопили су споразум по коме дужд, у замену за трговачке повластице, преузима на себе заштиту италијанских и истарских градова од Словена. Управо је Мислав поставио темеље успону кнежевине за време свог наследника, кнеза Трпимира, захваљујући слабљењу Каролинга и Византијског царства (због ратова са Арабљанима). Од 842. до 844. године Арабљани упадају у Јадранско море и продиру до Кварнера. Нема вести о сукобу Арабљана са Хрватима. Мислав је у Путаљу подигао цркву Светог Јурја. То је прва задужбина неког хрватског владара. Његове родбинске везе са Трпимиром нису познате. 